# Kaan Ayhan
Kaan Ayhan, född 10 november 1994, är en turkisk fotbollsspelare som spelar för turkiska Galatasaray SK.

## Klubbkarriär
I augusti 2020 värvades Ayhan av italienska Sassuolo.

## Landslagskarriär
Ayhan debuterade för Turkiets landslag den 31 augusti 2016 i en 0–0-match mot Ryssland, där han blev inbytt i halvlek mot Volkan Şen.